# Audiências do Senado dos Estados Unidos sobre jogos eletrônicos em 1993
Nos dias 7 de dezembro de 1993 e 5 de março de 1994, membros dos Comitês do Senado dos Estados Unidos sobre Assuntos Governamentais e Judiciário realizaram audiências no Congresso com vários porta-vozes de empresas da indústria de jogos eletrônicos, incluindo Nintendo e Sega, envolvendo violência nos jogos e os impactos percebidos nas crianças. A audiência foi resultado de preocupações levantadas por membros do público sobre os lançamentos de 1993 Night Trap, Mortal Kombat e mais tarde Doom, que foi lançado após a primeira audiência. Além das preocupações gerais relacionadas à violência nos jogos eletrônicos, a situação foi inflamada por um pânico moral sobre a violência armada, bem como o estado da indústria e uma intensa rivalidade entre Sega e Nintendo.
As audiências, lideradas pelos senadores Joe Lieberman e Herb Kohl, responsabilizaram as empresas de jogos eletrônicos pela representação realista da violência nos jogos e ameaçaram que o Congresso tomaria medidas para regular a indústria se eles próprios não o fizessem. Como resultado, a indústria americana de jogos criou a Interactive Digital Software Association (agora conhecida como Entertainment Software Association) em julho de 1994 para servir como um grupo de defesa da indústria e, posteriormente, formou a Entertainment Software Ratings Board (ESRB) para fornecer classificações de conteúdo em jogos vendidos no varejo na América do Norte.